# Edgardo Abdala
Edgardo Smith Abdala Montero (Monte Águila, Chile, 1 de julio de 1978) es un exfutbolista y actual entrenador palestino-chileno, internacional con la selección de Palestina, nacido en la localidad chilena de Monte Águila, en la comuna de Cabrero. Jugaba de volante de contención. Comenzó su carrera de director técnico en Fernández Vial y tuvo un paso por Colegio Quillón. Actualmente dirige al club de Comunal Cabrero, equipo de fútbol amateur que participa en la Tercera División B de Chile.
Durante un lapso de meses, entre marzo y mayo de 2015 jugó en el fútbol amateur de Castro, en el "Juventud Unida Dalcahue".
Su hijo Joaquín Abdala, es también futbolista, actualmente juega para Coquimbo Unido. Edgardo indicó que su hijo, mientras jugaba en las inferiores de Huachipato, había sido obligado a firmar con el agente argentino Fernando Felicevich, puesto que si no lo hacía, no jugaría más por el cuadro de la usina.
Se encuentra actualmente suspendido de sus labores como entrenador, luego de protagonizar una batalla campal entre su equipo y Deportes Valdivia, dejando con lesiones graves al Presidente del equipo valdiviano.

## Clubes

### Como jugador
| Club             | País  | Año       |
| ---------------- | ----- | --------- |
| Fernández Vial   | Chile | 1999-2003 |
| Palestino        | Chile | 2004      |
| Naval            | Chile | 2004      |
| Unión San Felipe | Chile | 2005-2006 |
| Ñublense         | Chile | 2006-2008 |
| Huachipato       | Chile | 2009-2010 |
| Santiago Morning | Chile | 2011      |
| Fernández Vial   | Chile | 2012      |

### Como entrenador
| Club                    | País  | Año           | PJ  | PG | PE | PP | Rendimiento |
| ----------------------- | ----- | ------------- | --- | -- | -- | -- | ----------- |
| Fernández Vial          | Chile | 2016          | 19  | 10 | 6  | 3  | 63.16%      |
| Deportes Quillón        | Chile | 2017          | 18  | 5  | 1  | 12 | 29.63%      |
| Comunal Cabrero         | Chile | 2018          | 32  | 18 | 4  | 10 | 60.42%      |
| República Independiente | Chile | 2019          | 32  | 15 | 12 | 5  | 59.38%      |
| Comunal Cabrero         | Chile | 2020-presente | 54  | 28 | 10 | 16 | 58.02%      |
| Total                   | Total | Total         | 155 | 76 | 33 | 46 | 56.13%      |